# باول إتش ستين
باول إتش ستين (بالإنجليزية: Paul H. Steen)‏ هو مهندس وعالم أمريكي، ولد في 1952 في إثاكا في الولايات المتحدة.